# 2003年レッドブル・エアレース・ワールドシリーズ
2003年レッドブル・エアレース・ワールドシリーズでは、2003年に初開催されたレッドブル・エアレース・ワールドシリーズについて述べる。
レースは6月28日と8月20日に、オーストリア・ツェルトベクとハンガリー・ブダペストで行われた2レースのみ。
初戦には6名のパイロットが参戦したが、タイム計測が議論を呼び、ポイントなしという措置が取られた。第2戦（最終戦）に参戦したのは3名のみで、ハンガリーのピーター・ベゼネイが優勝し、6ポイントを獲得、初代チャンピオンとなった。続いてドイツのクラウス・シュロットが2位、アメリカのカービー・チャンブリスが3位となり、幕を閉じた。

## レース日程
| ラウンド | 開催日  | 国           | 地域                     |
| -------- | ------- | ------------ | ------------------------ |
| 1        | 6月28日 | オーストリア | ツェルトベク             |
| 2        | 8月20日 | ハンガリー   | ブダペスト（テケル空港） |

## 順位と結果
| 順位 | パイロット               | 第1戦  | 第2戦 | 総合得点 |
| ---- | ------------------------ | ------ | ----- | -------- |
| 1    | ピーター・ベゼネイ       | 1      | 1     | 6        |
| 2    | クラウス・シュロット     | NC     | 2     | 5        |
| 3    | カービー・チャンブリス   | 不参加 | 3     | 4        |
| NC   | ユルギス・カイリス       | 2      | DNS   | 0        |
| NC   | ポール・ボノム           | 3      | DNS   | 0        |
| NC   | スティーヴ・ジョーンズ   | NC     | DNS   | 0        |
| NC   | アレハンドロ・マクレアン | NC     | DNS   | 0        |

凡例：
- DNS - Did not show（フライトせず）
- NC - Not classified

## 使用機
| 使用機        | メーカー   | パイロット                                      |
| ------------- | ---------- | ----------------------------------------------- |
| Extra 300L    | エクストラ | ピーター・ベゼネイ                              |
| Extra 300S    | エクストラ | クラウス・シュロット                            |
| Sukhoi Su-26M | スホーイ   | ポール・ボノム ユルギス・カイリス               |
| Sukhoi Su-31  | スホーイ   | アレハンドロ・マクレアン スティーヴ・ジョーンズ |